# 村上亘
村上 亘（むらかみ わたり、文化3年（1806年） - 明治13年（1880年）7月31日）は、幕末の武士（笠間藩士）、剣術家（示現流）、砲術家（神発流）。諱は義知、後に義衛。幼名は宗之助。

## 経歴
- 文化3年（1806年）、笠間藩の示現流剣術指南番・村上善左衛門（120石）の子として常陸国笠間（現 茨城県笠間市）で生まれる。

村上家は代々、藩の示現流剣術指南番で、父より剣術を学んだ。
- 文政4年（1821年）、中小姓として出仕。

- 天保8年（1821年）、父・善左衛門の師範代となる。

この時期、村上亘と山本鉄之丞（唯心一刀流）は笠間の剣術の双璧として並び称されており、水戸藩から剣術家が何度も訪れ、亘や鉄之丞に試合を挑んだが勝てなかったという。
- 安政2年（1855年）、家督を継ぎ、藩の示現流剣術指南番となる。翌安政3年（1856年）には、講武館懸に就任し藩校・講武館の運営に携わる。

- 安政4年（1857年）には、隣の水戸藩の砲術師範に登用される。（後に笠間藩でも砲術師範になる）

- 安政6年（1859年）、時習館（文館）・講武館（武館）・博菜館（医学館）に分かれていた笠間藩の藩校を統合した、新たな藩校・時習館の初代学頭に就任する。

- 明治初期の笠間藩の軍制改革で、砲頭・大砲隊司令に就任する。

- 廃藩後の明治11年（1878年）、「剣道会」を結成し撃剣興行を行った。

- 明治13年（1880年）7月31日、死去。